# تشوان سفلي
تشوان سفلي هي قرية في مقاطعة مراغة، إيران. عدد سكان هذه القرية هو 1,169 في سنة 2006.